# Gen’ičiró Takahaši
Gen’ičiró Takahaši (japonsky 高橋 源一郎, * 1. ledna 1951) je japonský spisovatel, literární kritik a emeritní profesor. Vyznačuje se svým avantgardním postmoderním stylem, kdy ve svých dílech referencemi propojuje popkulturu a vysokou kulturu. Jeho nejvýznamnějším dílem je román Sbohem, Gangsteři.

## Život
Takahaši se narodil roku 1951 ve městě Onomiči v hirošimské prefektuře, rodného města jeho matky. Jeho otec byl bohatý vlastník železáren v Ósace, když byl ale Takahaši ve druhé třídě základní školy, železárny zkrachovaly a rodina se přestěhovala do tokijského Ikebukura, aby jeho otec unikl jakuze. Zde rodinu živila matka, která si přivydělávala prací v Ginze.
Vystudoval střední školu v kóbské čtvrti Nada, kde se seznámil s dobovou poezií od básníků jako Nóbuo Ajukawa či Gan Tanigawa. Po střední škole se roku 1969 přihlásil na Tokijskou univerzitu, přijímací zkoušky byly nicméně z rozhodnutí kabinetu tehdejšího premiéra Eisaku Satóa odřeknuty kvůli probíhajícím studentským bouřím. Poté se neúspěšně přihlásil na univerzitu v Kjótu, nakonec byl přijat do Jokohamské univerzity. Studentské bouře ale měly na Takahašiho život vliv i nadále – část výuky byla kvůli nim přerušena, navíc on sám se účastnil studentských demonstrací, kvůli čemuž byl třikrát zatčen. Ve vězení strávil 10 měsíců, během kterých měl velice omezený kontakt se světem – každý den jej směla navštívit pouze jediná vizita na pět minut, během které byl neustále přítomný dozorce. Kvůli těmto podmínkám se u něj vyvinula afázie, kvůli které nedokázal slovy formulovat své myšlenky. Jako terapeutická metoda mu pomáhalo psaní. Po propuštění z vězení pracoval od roku 1972 na částečný úvazek jako silniční dělník, v březnu 1977 byl vyloučen ze studia na univerzitě.

### Literární kariéra
Na začátku roku 1979 se vrátil ke svému zájmu o literaturu po poslechu rozhlasového pořadu. Po šesti měsících psaní předložil před porotu ceny Gunzó pro začátečnické romanopisce dílo s názvem Poslední vzdor léta (夏の最後の砦, Nacu no saigo no toride), nicméně dílo bylo porotou zamítnuto. O rok později přihlásil do další ceny magazínu pro začátečnické spisovatele román Válka skvělého Japonska (すばらしい日本の戦争, Subaraši Nihon no sensó). Tentokrát se dostal až do konečného výběru, nicméně ocenění nezískal. Válka skvělého Japonska obdržela až na jednu porotkyni negativní hodnocení. Na popud svého korektora začal psát Takahaši román Sbohem, Gangsteři, který roku 1981 přihlásil opět do soutěže pro romanopisce. Ten je vyprávěn z pohledu učitele poezie, žijícího ve světě bezejmenných lidí terorizovaným Gangstery a vyskytují se v něm dobové paralely i autobiografické prvky. Dílo se dostalo do konečného výběru, nicméně kvůli neshodám poroty nebylo v onom ročníku vyhlášeno žádné dílo vítězem. Takahašiho román ovšem obdržel speciální cenu Vynikající dílo. Román celkově sklidil pozitivní kritiku, například literární kritik a básník Takaaki Jošimoto jeho významnost srovnává s románem Hon na ovci od Haruki Murakamiho.
Roku 1984 vydal Takahaši další román Over the Rainbow (虹の彼方に, Nidži no kanata ni). V roce 1985 vydal román John Lennon vs. Marťani (ジョン・レノン対火星人, Džon Renon tai kaseidžin), který je opětovným zpracováním jeho románu Válka skvělého Japonska. V letech 1985–1987 postupně vychází v magazínu Bungei serializovaně román Japonský baseball: Elegantní a sentimentální (優雅で感傷的な日本野球, Júga de kanšóteki na Nihon jakjú), který po revizi vydal jako knihu roku 1988. Za tento román získal ve stejný rok vůbec první Mišimovu cenu. Po románu Tajemství planety P-13 (惑星P-13の秘密, Wakusei pí džúsan no himicu) nevydal do roku 1997 žádný další román, psal zejména literární kritiku a různé eseje. V letech 1997–2001 vydal serializovaně v magazínu Gunzó a následně roku 2001 jako knihu román Dějiny vzestupu a pádu japonské literatury (日本文学盛衰史, Nihon bungaku seisuiši). Kniha svým názvem a stylem evokuje odborný text (titul je zapsán v tradiční kaligrafii), nicméně dílo využívá typické znaky postmoderny – nesouvislá dějová linie, která se mnohdy navzájem protíná či různé až bizarní slohové postupy jako přepis záznamníku hovorů, BBS, nebo dokonce i Takahašiho vlastní fotografie pořízené endoskopem. Za toto dílo byl oceněn cenou Itóa Seie za rok 2002. Čtvrtou významnou literární cenou, kterou získal, je Tanizakiho cena za rok 2012 pro román Sbohem, Kryštůfku Robine (さよならクリストファー・ロビン, Sajonara Kurisutofá Robin).
V letech 2005–2019 působil jako profesor na fakultě mezinárodních studií univerzity Meidži Gakuin, kde vedl přednášky o jazykových vyjadřovacích schopnostech.
Mimo tvorbu románů je Takahaši literárním kritikem a sám se stal porotcem několika literárních cen (cena Subaru, cena Noma, cena Čúji Nakahary, cena Sakutaróa Hagiwary). Je aktivním přispěvatelem do médií, například publikuje články do deníku Asahi šimbun (esejistický cyklus 歩きながら、考える, Myslím, když chodím), má svůj vlastní rozhlasový pořad na stanici Radio NHK 1.

### Osobní život
Gen’ičiró Takahaši je čtyřikrát rozveden a pětkrát ženatý, z toho dvě jeho ženy byly také spisovatelky. Jeho nejstarší dcera je freelancer spisovatelka.

## Dílo
Všechna díla jsou romány, není-li uvedeno jinak.
- Sajónara, Gjangutači (1982, さようなら、ギャングたち, Sbohem, Gangsteři, česky 2021)
- Nidži no ačira ni: óvá za reinbou (1984, 虹の彼方に - オーヴァー・ザ・レインボウ, Over the Rainbow)
- Džon Renon tai kaseidžin (1985, ジョン・レノン対火星人, John Lennon versus Marťani)
- Júga de kanšóteki na Nihon jakjú (1988, 優雅で感傷的な日本野球, Japonský baseball: Elegantní a sentimentální)
- Pengin mura ni hi wa očite (1989, ペンギン村に陽は落ちて, Slunce zapadá nad vesnicí tučňáků)
- Wakusei pí džúsan no himicu (1990, 惑星P-13の秘密, Tajemství planety P-13)
- Gósutobasutázu (1997, ゴーストバスターズ, Krotitelé duchů)
- Nihon bungaku seisui ši (2001, 日本文学盛衰史, Dějiny vzestupu a pádu japonské literatury)
- Kimi ga jo wa čijo ni hačijo ni (2002, 君が代は千代に八千代に, Nechť vládne panovník tisíce, tisíce let), sbírka povídek
- Icuka Souru turein ni noru hi made (2008, いつかソウル・トレインに乗る日まで, Než nasedneme na vlak do Soulu)
- Koisuru genpatsu (2011, 恋する原発, Zamilovaný nukleární reaktor)
- Sajonara Kurisutofá Robin (2012, さよならクリストファー・ロビン, Sbohem, Kryštůfku Robine), sbírka příběhů
- Konja wa hitoribočči kai? Nihon bungaku seisui ši: Sengo bungaku hen (2018, 今夜はひとりぼっちかい？　日本文学盛衰史　戦後文学篇, Jsi dnes večer sama? Dějiny vzestupu a pádu japonské literatury: Poválečná edice)
- Dí džei Hirohito (2024, DJ Hirohito)

### České překlady
- Sbohem, Gangsteři. Praha: Argo, 2021. 372 s. ISBN 978-80-257-3414-8. Přeložili Anna Cima, Igor Cima.